# Маппеты (фильм, 2011)
«Маппеты» (англ. The Muppets) — кинокомедия режиссёра Джеймса Бобина 2011 года.

## Сюжет
Самый большой поклонник маппетов Уолтер и его брат Гэри с девушкой Мэри приезжают в Лос-Анджелес, чтобы посетить театр Маппетов. Но театр в опасности: Тэкс Ричман собирается уничтожить здание ради нефтяного месторождения, расположенного под ним. И приятели помогают лягушонку Кермиту возродить шоу Маппетов, для того, чтобы вернуть театр, нужно заработать 10 миллионов долларов. Задача непростая, ведь Маппеты разъехались по всему миру.

## В ролях

### Люди
- Джейсон Сигел — Гэри
- Эми Адамс — Мэри
- Крис Купер — Тэкс Ричман
- Рашида Джонс — Вероника Мартин[1][2]

### Маппеты
- Питер Линц (озвучка) — Уолтер
- Стив Уитмайр (озвучка) — Лягушонок Кермит / крыса Ризо / Стакан / Стэтлер / Кролик Бин / Линк Хогроб / журналист / Губы
- Эрик Джейкобсон (озвучка) — Мисс Пигги / Медведь Фоззи / Животное/ орел Сэм / Марвин Саггс
- Дэйв Гольц (озвучка) — Гонзо / доктор Бунзена Хонейдев / Уолдорф / Буригард / Зут
- Кевин Клэш (озвучка) — Клиффорд
- Билл Барретта (озвучка) — креветка Пепе / медведь Бобо / Джонни Фиама / Рольф / доктор Зубы / Шведский шеф-повар / Лью Зеландия / крыса Бубба
- Дэвид Рудман (озвучка) — Дженис / Скутер
- Элис Диннеан (озвучка) — Фу-Фу / крыса Иоланда
- Мэтт Фогель (озвучка) — Флойд / сумасшедший Гарри / Свитумз / Камилла / Смертус Грехли
- Джерри Нельсон (озвучка) — ведущий телемарафона (в титрах не указан)

### Приглашённые звёзды
- Алан Аркин[3][4] — гид
- Джек Блэк[3][5] — в роли самого себя (в титрах не указан)
- Эмили Блант — секретарь Мисс Пигги
- Джеймс Карвилл — в роли самого себя[6]
- Билл Коббс — дедушка
- Лесли Файст — житель Захолустино (Смолтауна).[7]
- Зак Галифианакис[3] — бомж Джо
- Дональд Гловер — ассистент Вероники
- Вупи Голдберг[6] — в роли самой себя
- Селена Гомес — в роли самой себя
- Дэйв Грол[8] — Анимул
- Нил Патрик Харрис[6] — в роли самого себя
- Джадд Хирш[9] — в роли самого себя
- Кен Джонг — ведущий «Punch Teacher»
- Джон Красински[5] — в роли самого себя
- Джим Парсонс — Уолтер в человеческом обличии
- Рико Родригес[10] — в роли самого себя
- Микки Руни[11] — житель Захолустино (Смолтауна).
- Кристен Шаал[12] — Anger Management group moderator
- Сара Сильверман[13] — greeter

## Прокат
Фильм вышел в прокат в США и Канаде 23 ноября 2011 года, в Колумбии и Панаме — 6 января 2012 года, в России — 12 апреля 2012 года, в Японии — 12 апреля 2012 года.